# Jonas De Roeck
Jonas De Roeck (* 20. Dezember 1979 in Barcelona) ist ein ehemaliger belgischer Fußballspieler und jetziger -trainer].

## Spieler
De Roeck spielte von 1992 bis 1997 in der Jugend von Royal Antwerpen und bekam anschließend einen Profi-Vertrag beim ältesten Fußballverein Belgiens. In der Saison 2000/01 stieg er mit dem Verein in die belgische Jupiler League auf.
2001 wechselte er nach insgesamt neun Jahren bei Antwerpen zu Lierse SK, wo er Stammspieler war, in den vier Jahren dort konnte De Roeck allerdings keine Erfolge feiern.
Darauf spielte er zwei Saisons für Germinal Beerschot in der ersten belgischen Liga.
Die nächsten zwei Jahre spielte de Roeck beim zweifachen belgischen Meister KAA Gent und erreichte in der Saison 2008/09 den UEFA-Cup.
Zur Saison 2009/10 unterschrieb er einen Vertrag zunächst für zwei Jahre beim deutschen Zweitligisten FC Augsburg. Bis zu seiner Meniskusverletzung nach dem 4. Spieltag war er Stammspieler in der Innenverteidigung. In der Saison 2010/11 schaffte De Roeck mit dem FCA als Vizemeister den Aufstieg in die Bundesliga. Nach dem vollbrachten Klassenerhalt wurde er am letzten Spieltag der Saison 2011/12 offiziell verabschiedet, da der Verein den auslaufenden Vertrag nicht verlängerte.
Jonas de Roeck wechselte daraufhin zur Saison 2012/13 zurück nach Belgien und unterschrieb einen Vertrag bei Oud-Heverlee Löwen in der ersten belgischen Liga. Nach nur einem Jahr wechselte er im Sommer 2013 zurück zum Zweitligisten Royal Antwerpen und beendete dort zum 30. Juni 2015 seine aktive Karriere als Spieler.

## Trainer
Nach Stationen im belgischen Amateurbereich bei Lyra TSV und Berchem Sport übernahm De Roeck am 14. August 2017 das Traineramt beim Erstligisten VV St. Truiden in der Jupiler Pro League. Zwischen 2018 und 2021 nahm er verschiedene Funktionen als Jugend, Co- und Interimstrainer beim RSC Anderlecht wahr, bevor er zur Saison 2021/22 den Zweitligisten KVC Westerlo als Cheftrainer übernahm. Nachdem ihm mit Westerlo in seiner ersten Saison der Aufstieg in die Juoiler Pro League gelungen war, wurde er Anfang Dezember 2023 wegen anhaltender Erfolglosigkeit entlassen. Zur  Saison 2024/25 übernahm er den Cheftrainerposten bei Royal Antwerpen.
Am 3. März 2025 trennte sich Antwerpen von De Roeck.